# 荷属东印度群岛的猪笼草科植物
《荷属东印度群岛的猪笼草科植物》（The Nepenthaceae of the Netherlands Indies）是一本由B·H·丹瑟所著的关于荷属东印度群岛极其附近地区热带食虫植物的开创性专著。其于1928年首次刊登于《茂物植物园通报》（Bulletin du Jardin Botanique de Buitenzorg）。2006年4月，查尔斯·克拉克作序，由自然历史出版社（婆罗洲）再版。

## 主要内容
丹瑟重点介绍了分布于荷属东印度群岛、北婆罗洲、西马来西亚和新几内亚东部（面积大致等于的物种马来亚减去菲律宾）；偏远地区的物种仅进行了一般性讨论。
丹瑟共确定了65个物种，其中52给出了详细描述。包括17个新描述的类群：

该线条画示三份虎克猪笼草标本。其包括下位笼、上位笼、雌性的花序、果序和茎各一。该插图由茂物植物标本馆的绘图员阿米尔·哈姆扎（Amir Hamzah）在B·H·丹瑟的指示下绘出。

- 肉瘤豬籠草
N. carunculata，之后被确定为邦苏猪笼草的一个同物异名[3][4]
- 圆盾猪笼草
N. clipeata
- 疑惑猪笼草
N. dubia
- 鞍型猪笼草
N. ephippiata
- 暗色猪笼草
N. fusca
- 无刺猪笼草
N. inermis
- 卓越猪笼草
N. insignis
- 窄唇猪笼草
N. leptochila，之后被确定为刚毛猪笼草的一个同物异名[4][5]
- 柔毛猪笼草
N. mollis
- 圆锥猪笼草
N. paniculata
- 巴布亚猪笼草
N. papuana
- 梳状猪笼草
N. pectinata，之后被确定为裸瓶猪笼草的一个同物异名[3][4]
- 有柄猪笼草
N. petiolata[注 1]
- 细毛猪笼草
N. pilosa
- 显目猪笼草
N. spectabilis
- 多巴猪笼草
N. tobaica
- 托莫里猪笼草
N. tomoriana

所有详细描述的物种都附有许多线条画。丹瑟还将爱德华猪笼草（N. edwardsiana）归入长毛猪笼草（N. villosa），掌叶猪笼草（N. hemsleyana）归入莱佛士猪笼草（N. rafflesiana），及将岔刺猪笼草（N. ramispina）归入瘦小猪笼草（N. gracillima）；但这3个物种后来又被恢复了物种地位。
在此后关于猪笼草属的全面修订中，丹瑟只增加了两个新种：1935年增加了匙叶猪笼草（N. spathulata）和1940年增加了密花猪笼草（N. densiflora），这两个物种的描述也发表于《茂物植物园通报》。

## 所述物种
丹瑟将以下65个类群确定为有效种（虽然部分，如倒披针叶猪笼草仅是暂定）。带星号的13个类群不属于专著介绍的地理范围内，仅进行了一般性的讨论。
1. 翼状猪笼草
N. alata
2. 白环猪笼草
N. albomarginata
3. 苹果猪笼草
N. ampullaria
4. 安南猪笼草 *
N. anamensis
5. 二齿猪笼草
N. bicalcarata
6. 邦苏猪笼草
N. bongso
7. 博世猪笼草
N. boschiana
8. 豹斑猪笼草
N. burbidgeae
9. 伯克猪笼草 *
N. burkei
10. 肉瘤猪笼草
N. carunculata
11. 圆盾猪笼草
N. clipeata
12. 迪安猪笼草 *
N. deaniana
13. 下延猪笼草
N. decurrens
14. 滴液猪笼草 *
N. distillatoria
15. 疑惑猪笼草
N. dubia
16. 鞍型猪笼草
N. ephippiata
17. 暗色猪笼草
N. fusca
18. 杰弗里猪笼草 *
N. geoffrayi
19. 小猪笼草
N. gracilis
20. 瘦小猪笼草
N. gracillima
21. 裸瓶猪笼草
N. gymnamphora
22. 刚毛猪笼草
N. hirsuta
23. 虎克猪笼草
N. hookeriana
24. 无刺猪笼草
N. inermis
25. 卓越猪笼草
N. insignis
26. 贡布猪笼草 *
N. kampotiana
27. 印度猪笼草 *
N. khasiana
28. 克洛斯猪笼草
N. klossii
29. 窄唇猪笼草
N. leptochila
30. 劳氏猪笼草
N. lowii
31. 麦克法兰猪笼草
N. macfarlanei
32. 马达加斯加猪笼草 *
N. madagascariensis
33. 大猪笼草
N. maxima
34. 美林猪笼草
N. merrilliana
35. 奇异猪笼草
N. mirabilis
36. 柔毛猪笼草
N. mollis
37. 忽视猪笼草
N. neglecta
38. 新几内亚猪笼草
N. neoguineensis
39. 诺斯猪笼草
N. northiana
40. 倒披针叶猪笼草
N. oblanceolata
41. 圆锥猪笼草
N. paniculata
42. 巴布亚猪笼草
N. papuana
43. 梳状猪笼草
N. pectinata
44. 伯威尔猪笼草 *
N. pervillei
45. 有柄猪笼草
N. petiolata
46. 菲律宾猪笼草 *
N. philippinensis
47. 细毛猪笼草
N. pilosa
48. 莱佛士猪笼草
N. rafflesiana
49. 马来王猪笼草
N. rajah
50. 两眼猪笼草
N. reinwardtiana
51. 血红猪笼草
N. sanguinea
52. 欣佳浪山猪笼草
N. singalana
53. 显目猪笼草
N. spectabilis
54. 窄叶猪笼草
N. stenophylla
55. 毛盖猪笼草
N. tentaculata
56. 高棉猪笼草 *
N. thorelii
57. 多巴猪笼草
N. tobaica
58. 托莫里猪笼草
N. tomoriana
59. 特勒布猪笼草
N. treubiana
60. 毛果猪笼草
N. trichocarpa
61. 宝特瓶猪笼草 *
N. truncata
62. 维奇猪笼草
N. veitchii
63. 葫芦猪笼草 *
N. ventricosa
64. 维耶亚猪笼草
N. vieillardii
65. 长毛猪笼草
N. villosa

## 属下分类
其所有的描述都非常的详细，并附带了很多线条画。丹瑟根据对标本的观察，将猪笼草属分为了6个分支，分别为：
- 普通分支
Vulgatae
- 山地分支
Montanae
- 高贵分支
Nobiles
- 皇室分支
Regiae
- 卓越分支
Insignes
- 小笼分支
Urceolatae

毫无疑问，丹瑟对以往的分类尝试作出了巨大的改进，并为之后学者的研究奠定了基础，如查尔斯·克拉克的《婆罗洲的猪笼草属植物》和《苏门答腊岛与西马来西亚的猪笼草》与马修·杰布和马丁·奇克的《猪笼草属（猪笼草科）的框架性修订》。查尔斯·克拉克关于丹瑟的专著写道“其仍是猪笼草属的通用分类法”，并对其重要性说明如下：
|  | 20世纪初的发现都汇集于丹瑟一身，他综合的阐明了许多在麦克法兰的专著中尚未解决的问题。虽然他所使用的标本都不是他自己采集的，但丹瑟似乎能非常好的了解该属的物种，甚至超越了经典分类法。他猜测某些物种之间的亲缘关系时，并不仅限于结构特征，而更多的基于它们的演化过程和生态关系，这是前人所未涉及的。 |

## 再版
巴里·赖斯在2007年9月的《食虫植物通讯》上对2006年再版的《荷属东印群岛的猪笼草科植物》进行了评述：
|  | 拥有该著作的一个高质量副本是非常值得的，这使得你可以很轻松的与之后的猪笼草属专著相互参照。这些线条画的质量远高于那些复印的或是网上的版本。 为了给其增光添彩，著名的猪笼草专家查尔斯·克拉克博士领导了这次对于猪笼草历史的回顾旅程，他为该作品作了15页的序，讨论了丹瑟及他的著作。由于克拉克为这次旅程领航，所以丹瑟显得比以往任何时候更活灵活现。 |

巴里·赖斯指出“其很可惜的遗漏了”丹瑟在1935年和1940年的论文，但她最后表示“新版的丹瑟著作仍是一份宝贵的且值得收藏的食虫植物著作”。

## 扩展阅读
- 由阿瑟·劳芬布格尔改编过的《荷属东印度群岛的猪笼草科植物》 （页面存档备份，存于）